# Elena Bargues Capa
Elena Bargues Capa (Valencia, 28 de enero de 1960) es una escritora española y profesora de Lengua y Literatura.

## Biografía
Licenciada en Historia Moderna y Contemporánea por la Universidad de Cantabria. Desde muy joven reside en Santander, donde ejerce como profesora de Lengua y Literatura. Sus novelas son una mezcla de géneros: histórico, aventura y romántico. Destaca una relación romántica sobre un trasfondo histórico que la autora recrea con detallismo y rigurosidad. Uno de los escenarios preferidos es Santander y su provincia. Este estilo personal sumerge a las personas lectoras en el espíritu de una época y sus acontecimientos.

## Obras
- Trilogía El Ducado de Anizy:
  - El asalto de Cartagena de Indias (Ed. Popum Books, febrero de 2014).[2]
  - El botín de Cartagena (Ed. Popum Books, noviembre de 2014).
  - En el corazón del imperio (Ed. Popum Books, octubre de 2015).

- Tú, como el viento sur (Reedición en papel por la editorial Librucos en el 2020).[3]
- Hilvanes y Contrabando (Ed. Librucos, papel, septiembre 2018/ digital con Ed. Romantic Ediciones, noviembre de 2018).[4]
- El valor de una condesa (Ed. Ediciones B/ Selección RNR, digital, mayo de 2016 / B de Bolsillo, papel, septiembre de 2016).[5]
- La playa del irlandés (Ed. Romantic Ediciones, abril de 2016).[6]
- Celia y el Comisario (Ed. Harper y Collins/HQÑ, digital, diciembre de 2018).
- Una dulce herencia (Ed. Roca / Terciopelo, digital, junio de 2019).

### Publicaciones en revistas digitales
- Crónicas de la piratería caribeña en los siglos XVI y XVII. (Cinco artículos). EntreTanto Magazine (enero-abril, 2014).[7]
- Corsarios españoles en el Cantábrico en el siglo XVII. EntreTanto Magazine (13, abril, 2014).[8]
- Tesoros sumergidos de leyenda. (Cuatro artículos). EntreTanto Magazine. (abril-mayo, 2014).[9]

## Premios y reconocimientos
- 2015 Finalista del VI Certamen de Novela Romántica Vergara-RNR con El valor de una condesa.[5]